# Peter Rupnik
Peter Rupnik, slovenski fizik in gospodarstveniki, * 8. julij 1944, Idrija, † 25. februar 1994, Idrija.
Rupnik je leta 1969 diplomiral iz tehnične fizike na ljubljanski FNT in prav tam 1977 tudi magistriral. Leta 1969 se je zaposlil na IJS v Ljubljani, v letih 1977−1993 pa je bil direktor tovarne Kolektor v Idriji. Pod njegovim vodstvom se je Kolektor razvil v drugega največjega proizvajalca kolektorjev v Evropi. Leta 1992 je za gospodarske dosežke prejel nagrado Gospodarske zbornice Slovenije.